# Miguel Caviedes
Miguel Caviedes Medina fue segundo Obispo de Osorno y sexto Obispo de Los Ángeles. Nació en Coltauco el 30 de enero de 1930. Hijo de Clodomiro Caviedes Marfull y Felicitas Medina Pérez. Hermano del sacerdote Iván Caviedes (f. 1973). Del clero de Rancagua.
Estudió filosofía en el Seminario de Santiago, y teología en la Facultad de Teología de la Universidad Católica de Chile. Licenciado en Teología, 1954.
Ordenado sacerdote en la Catedral de Rancagua el 18 de septiembre de 1954 por Mons. Eduardo Larraín, Obispo de Rancagua.
Profesor de Religión en el Liceo de Hombres de Rancagua y asesor de la juventud estudiantil católica (JEC), 1957-1970. Párroco de la catedral de Rancagua , 1963-1965. Asesor de diáconos y animadores de comunidades cristianas, 1969-1980. Vicario pastoral de la diócesis. 1970-1973. Asesor diocesano de catequesis, 1974-1979. Miembro del Departamento Nacional de Comunidades y Ministerios (COMIN) de la CECH, 1975-1982. Párroco de Pichidegua, 1980-1982.
El Papa Juan Pablo II lo eligió Obispo de Osorno el 30 de octubre de 1982. Consagrado en la Catedral de Rancagua el 19 de diciembre de 1982 por Alejandro Durán, Obispo de Rancagua. Co-consagrantes principales: Orozimbo Fuenzalida, Obispo de Los Ángeles, y Alberto Jara, Obispo de Chillán.
Su lema episcopal es: Ut mundus credat. Tomó posesión de la diócesis el 2 de enero de 1983. Sucedió a Francisco Valdés Subercaseaux, fallecido en 1982.
Hizo la visita ad limina en 1984, 1989, 1994 y 2002 . Ha sido miembro de varias comisiones de la CECH y del CELAM.
Juan Pablo II lo trasladó a la diócesis de Los Ángeles el 1 de febrero de 1994. Tomó posesión de su nueva sede el 18 de marzo de 1994. Sucedió a Mons. Adolfo Rodríguez, quien renunció por motivos de salud.